# أرليند نورة
أرليند نورة (بالألبانية: Arlind Nora‏) هو لاعب كرة قدم ألباني في مركز الوسط، ولد في 4 يوليو 1980 في جيروكاستر في ألبانيا. لعب مع نادي فلازنيا شكودر ونادي لاتشي ونادي لوشنيا.

## وصلات خارجية
- أرليند نورة على موقع قاعدة بيانات كرة القدم.إي يو (الإنجليزية)
- أرليند نورة على موقع Soccerway.com (الإنجليزية)